# Вощанці
Во́щанці — село в Україні, у Самбірському районі Львівської області.
Село розташоване на відстані 8 кілометрів західніше від міста Рудки.
Населення становить 460 осіб. Орган місцевого самоврядування — Рудківська міська рада.
Тут знаходиться одна із найстаріших церков у Самбірському районі — дерев'яний храм Воздвиження Чесного Хреста. Офіційна дата заснування храму — 1734 рік, хоча є свідчення про те, що храм існував і раніше.

## Історія

### Від заснування до кінця XIX століття
Історія села Вощанці сягає корінням сивої давнини. Так, перші письмові згадки про село містяться ще в документах Галицько-Волинського князівства, виданих князем Левом: 1284 року своєю грамотою він дарував бояринові Ярославичу Юліяновичу Шептиці село Канафости й Онуфріївський монастир, а також підтверджує право власності на землі, що колись належали його предкам, для заснування сіл Шептичі і Вощанці у Самбірській волості. Щоправда, одностайності науковців про автентичність цих документів і досі немає.
Офіційною датою заснування Вощанців вважається 1436 рік.
У 1469 році польський король Казимир IV підтвердив на прохання «шляхетних Федора із Шептич та його братів і племінників Федора, Гліба і Сенька» згідно з наданими документами право власності на села Шептичі, Канафости з Онуфріївським монастирем у Самбірському повіті та село Вощанці у Перемишльському повіті. У 1556 році король Сиґизмунд ІІ підтвердив таку саму грамоту шляхетним Станіславові Броньовському і Кузьмі та Якову Шептицьким.
Усна традиція зберігає дотичність села до подій Козаччини, а також можливі королівські відвідини, що видно з місцевої топонімії — місцини біля села мають назви Козаччина, Золота гора, Королівська долина.
Славетним уродженцем села є Анастасій Шептицький (світське ім'я — Антоній; 1686 — 1746), український церковний діяч XVIII ст., Київський та Галицький митрополит української греко-католицької церкви. Саме його коштом у селі і були зведені у 1734 році церква Воздвиження Чесного Хреста та дзвіниця.

### Вощанці за сучасності— кін. XIX— XXI століття

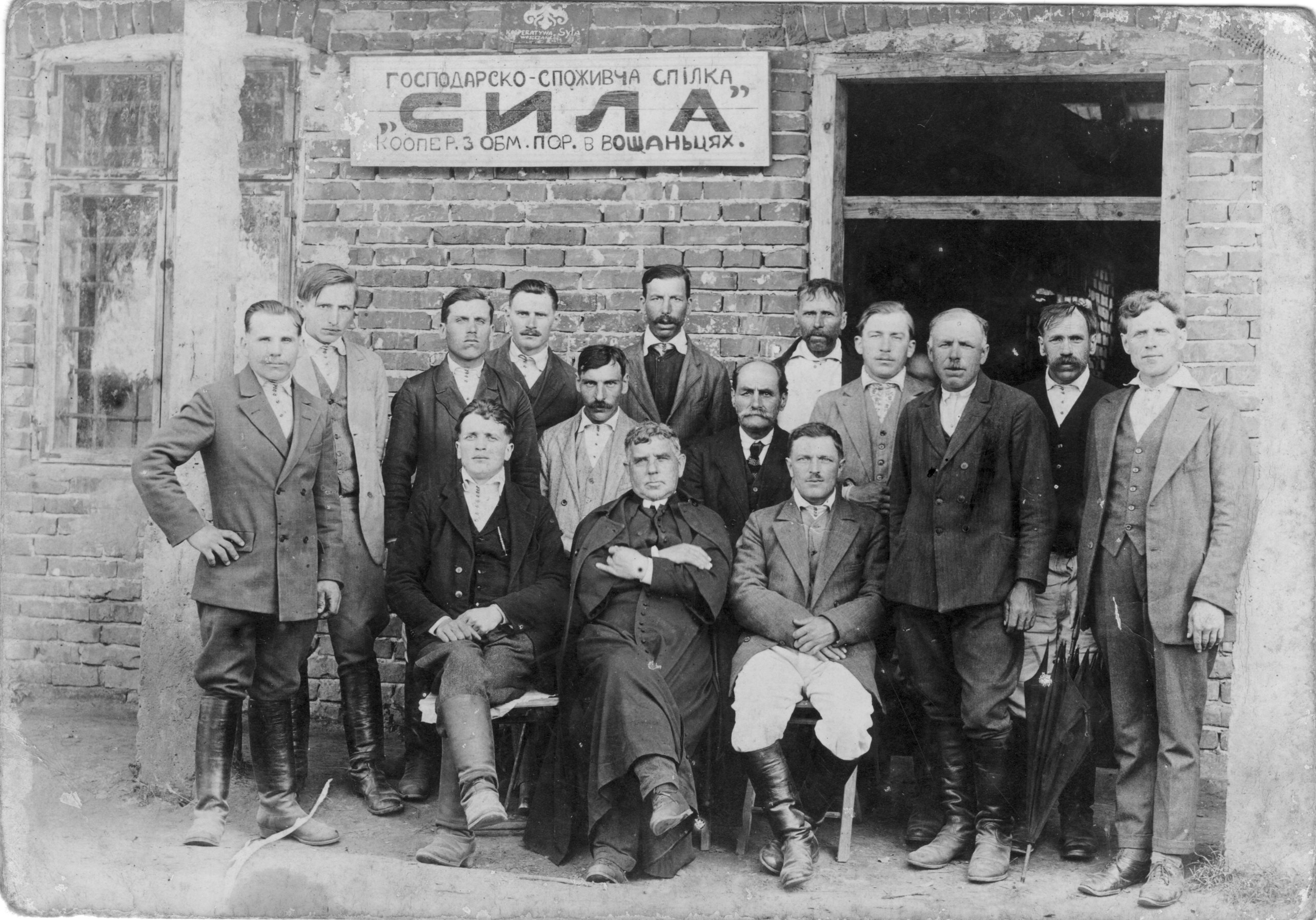
Члени спілки «Сила», кін. XIX ст.

Наприкінці XIX — на початку ХХ ст.ст. церква у Вощанцях мала значне майно, у неї було три дочірні церкви — в селах Угерці Винявські (тепер Зелений Гай), Канафости і Шептичі. В цей період село вже мало свої міцні господарські та культурні традиції — так, посилено розвивалось економічне життя, чому сприяло гуртування односельців (напр. господарсько-споживча спілка «Сила», організована ще наприкінці XIX ст.); культурне життя було представлене осередком товариства «Просвіта», який виник одним з перших у повіті в 1901 році, працювала школа з викладанням українською. У читальні «Просвіти» були книжки з історії України, букварі та шкільні підручники, історичні календарі, сільськогосподарські видання. При читальнях діяли крамниці. «Просвітяни» проводили фестини, організовували вистави, з якими виступали і по навколишніх селах.
Велику роль у житті громади Вощанців цього періоду відігравали шановані люди — священики, вчителі, лікарі, які були своєрідним показником і мірилом духовності. У селі дотепер бережуть добру пам'ять про священика Семена Кульчицького, який на початку XX століття був у храмі парохом (з 1892 року). За його ініціативи в селі було засновано спортивно-культурне товариство «Луги», позичкову касу, товариство тверезості, згадувану господарсько-споживчу спілку «Сила». Панотець показав себе ще й добрим господарем — провів ремонт церкви, ініціював розширення центральної дороги в селі, обабіч шляху посадив фруктові дерева, декотрі з яких збереглися і плодоносять і зараз. У будинку отця Семена була велика бібліотека, діяла також аптека. Дочки священика Дарія і Люба працювали вчителями у сільській школі, надавали медичну допомогу.
У 1911 і 1914 роках Семен Кульчицький і вчитель Михайло Пилипчак організовували у Вощанцях Шевченкові роковини. У тому ж (1914) році за сприяння отця Семена вперше на теренах Рудківщини, а можливо, і в галицьких селах узагалі, було відкрито пам'ятник Тарасові Шевченку. За проукраїнську діяльність о. Семен перебував під контролем польських влад. Так, на посвяченні і коронації фігури Матері Божої у 1927 році в Самборі священик висловив на адресу польської влади критику за утиски українців у Галичині, після чого його було заарештовано і засуджено до шести місяців кари в концтаборі Береза Картузька.
З приходом совєтів, за свідченнями син отця Семена Богдана і відомостями внука Юрія Кульчицького, у домі священика було проведено обшук, бібліотеку спалено, а речі розграбовано. Члени родини Кульчицьких надалі перебували під пильним оком НКВС. Мешканців Вощанців залякували і чинили тиск, щоб ізолювати їх від родини Кульчицького. Однак громада не забула свого благодійника, який майже 40 років був їхнім духовним наставником. Вже у наш час у церкві встановлено пам'ятну дошку на знак вдячності отцю Семену «за великі труди около церкви, „Просвіти“ і добробуту народа в доказ найбільшого признання».
Після ІІ Світової війни церква Воздвиження Чесного Хреста у Вощанцях лишалась одним з небагатьох діючих храмів на всій довколишній місцевості, навіть зазнала реставраційних робіт у 1975 році — місцеві майстри Михайло Іванович та Михайло Федорович Полуліхи й Семен Канонік з'єднали церковні мури залізними прутами, щоб запобігти руйнуванню храму.
Зі здобуттям незалежності (1991 рік) за ініціативи місцевих рухівців на чолі з Іваном Полуліхом, активним громадським діячем, на початку 1990-х років місцеву школу назвали іменем отця Кульчицького, встановили барельєф із відповідним написом. Також удалося повернути до церкви унікальний різьблений хрест із розп'яттям. Однак невідомі вандали в цей же період викрали з храму давні церковні книги старослов'янською мовою, пам'ятну дошку на честь отця Кульчицького. Попри знецінення культури і економічні негаразди, у селі існують сподвижники, зокрема рід Полуліхів, яким не байдужа історія та сьогодення рідного села.

## Люди

### Народилися
- Кімакович Віктор Йосипович (1956—2013) — український медик і науковець, ендоскопіст, доктор медичних наук, професор.
- Посівнич Микола Романович (нар. 2 грудня 1980, с. Вощанці) — український історик і громадський діяч, кандидат історичних наук.
- Ковалишин Йосип (нар. 1928 - 1945) - вояк УПА, який загинув на хуторі Літомир в бою з НКВД
- Ковалишин Дмитро (нар. 1925 - 1945) -  вояк УПА, який загинув на хуторі Літомир в бою з НКВД
- Семен Кульчицький (нар. 1868 - 1935) - отець.
- Атанасій Шептицький ( нар. 1686 - 12 грудня 1746) — єпископ Руської унійної церкви.